# Серочиньский, Ян Хенрык
Ян Хенрык Серочиньский (Сероцинский; 1799, Киевская губерния — март 1837) — служитель католической церкви, участник Польского восстания 1830—1831 годов.

## Биография
Родился в 1799 году в Киевской губернии. Выпускник Главной семинарии при Виленском университете. Получил степень магистра теологии. Рукоположен в священники. Носил титул приора Овручского базилианского монастыря в Виленской губернии (1829).
После участия в Польском восстании 1830—1831 годов был лишён духовного сана, дворянских прав и отправлен в Сибирь на службу в Сибирском казачьем линейном полку (рядовой).
Утверждён преподавателем иностранных языков, истории и географии казачьего училища в Омске. Также практиковал частные уроки.
С июня 1833 года находился под арестом как возможный участник заговора, организованного польскими политическими ссыльными. В результате основанием для обвинения послужили его письма и дневники. На следствии ему инкриминировали преступные деяния по «категории I».
В 1837 году осуждён на смертную казнь, которая была заменена на битьё шпицрутенами; умер в ходе исполнения этого наказания.
Участь Серочиньского и его соратников получила широкую известность и оставила след в художественной литературе.